# Лалуа, Луи
Луи Лалуа́ (фр. Louis Laloy; 18 февраля 1874, Гре — 4 марта 1944, Доль) — французский музыковед и критик, писатель, синолог. Автор и переводчик оперных либретто. Отец публициста и дипломата Жана Лалуа.

## Биография
В 1905 году закончил парижскую Скола канторум, где учился у одних из основателей этой частной консерватории — Шарля Борда и Венсана д’Энди. Обучение в Schola Cantorum во многом было построено на изучении старинной церковной музыки, грегорианского хорала, техники старой полифонии, что впоследствии сказалось на музыкальных интересах Лалуа.
С 1920 года преподавал историю музыки в Сорбонне, а 1936—1941 годах в Парижской консерватории. Автор работ о древнегреческой, восточной музыкальных культурах (прежде всего китайской), а также о современной музыке. Считается автором первой французской и одной из лучших монографий, посвящённых К. Дебюсси с которым поддерживал дружеские отношения с 1902 года и вёл переписку. О степени их взаимоотношений говорит тот факт, что Лалуа был в числе тех немногочисленных друзей Дебюсси, которые не прервали с ним отношения после его скандального разрыва с первой женой и женитьбой на Эмме Бардак. Позже композитор благодарил автора монографии о нём, шутливо замечая, что это «налёт со взломом, при котором взломанный поздравляет взломщика».

## Музыкальный критик
Лалуа совместно с Ж. Марно является одним из основателей и редакторов журнала «Mercure musical», который в 1907 был объединён с журналом «Bulletin francais de la SIM», издаваемым Ж. Экоршвилем, и получил название «Mercure musical et Bulletin francais de la SIM». Как музыкальный и литературный критик печатался также в других периодических изданиях. С 1914 года генеральный секретарь театра «Гранд-Опера».
Как критик «Mercure musical» в 1905 году сыграл заметную роль в деле положительной оценки в прессе оперы Дебюсси «Пеллеас и Мелизанда». Об исследовании, посвящённом его единственной законченной опере, сам Дебюсси отозвался следующим образом: «я смиренно признаю замечательным; мне кажется, что невозможно идти дальше в постижении какого бы то ни было произведения вообще» и «я никогда не забуду дружбу того, кто написал всё это, она мне дороже каких бы то ни было писаний вообще». Также в качестве музыкального критика Лалуа неоднократно поддерживал в печати и другие произведения композитора. В 1916 году Дебюсси работал над кантатой для голоса с оркестром и хором «Ода Франции» (на сюжет о Жанне д’Арк) на текст Лалуа, однако она не была закончена, и после смерти композитора нашли лишь черновики, которые были позже доработаны и напечатаны. Маргерит Лонг, известная пианистка и близкая подруга Дебюсси, в своей книге «За роялем с Дебюсси» писала о Лалуа: «Это великолепный дебюссист, с самых первых минут, которому я обязана многими приводимыми здесь соображениями».
Ромен Роллан в своей книге «Музыканты наших дней» относил Лалуа к самым тонким и осведомлённым парижским критикам. Лалуа интересовался восточными культурами, был автором исследования «Китайская музыка», вышедшего в 1912 году и либретто оперы А. Русселя «Падмавати» (1913—1918).
Лалуа последовательно выступал против музыкальной эстетики Эрика Сати и послужил одной из причин охлаждения отношений между композиторами «Шестёрки» и Сати. По словам Дариуса Мийо, когда Сати узнал, что «Пуленк и Орик связаны с критиком Луи Лалуа — его старым недругом, он счёл это за личное оскорбление. Лёгкое недоразумение могло бы быть улажено, если бы Орик не написал статьи с таким недопустимым названием: „Прощай, Сати“...».

## Переводчик
В переводе Лалуа публиковались произведения древнегреческой (Феокрит) и классической китайской литературы. Кроме того, он перевёл с немецкого монографию Гвидо Адлера о Рихарде Вагнере.